# Lakmal
Lakmal je přírodní rezervace poblíž města Nýrsko v okrese Klatovy. Chráněné území se prostírá jižně od vesnice Zelená Lhota a severozápadně od vesnice Hojsova Stráž. Oblast spravuje Správa NP a CHKO Šumava. Důvodem ochrany jsou dynamicky se vyvíjející bylinná společenstva, dřevinná společenstva ve všech fázích přirozeného vývoje.

## Galerie

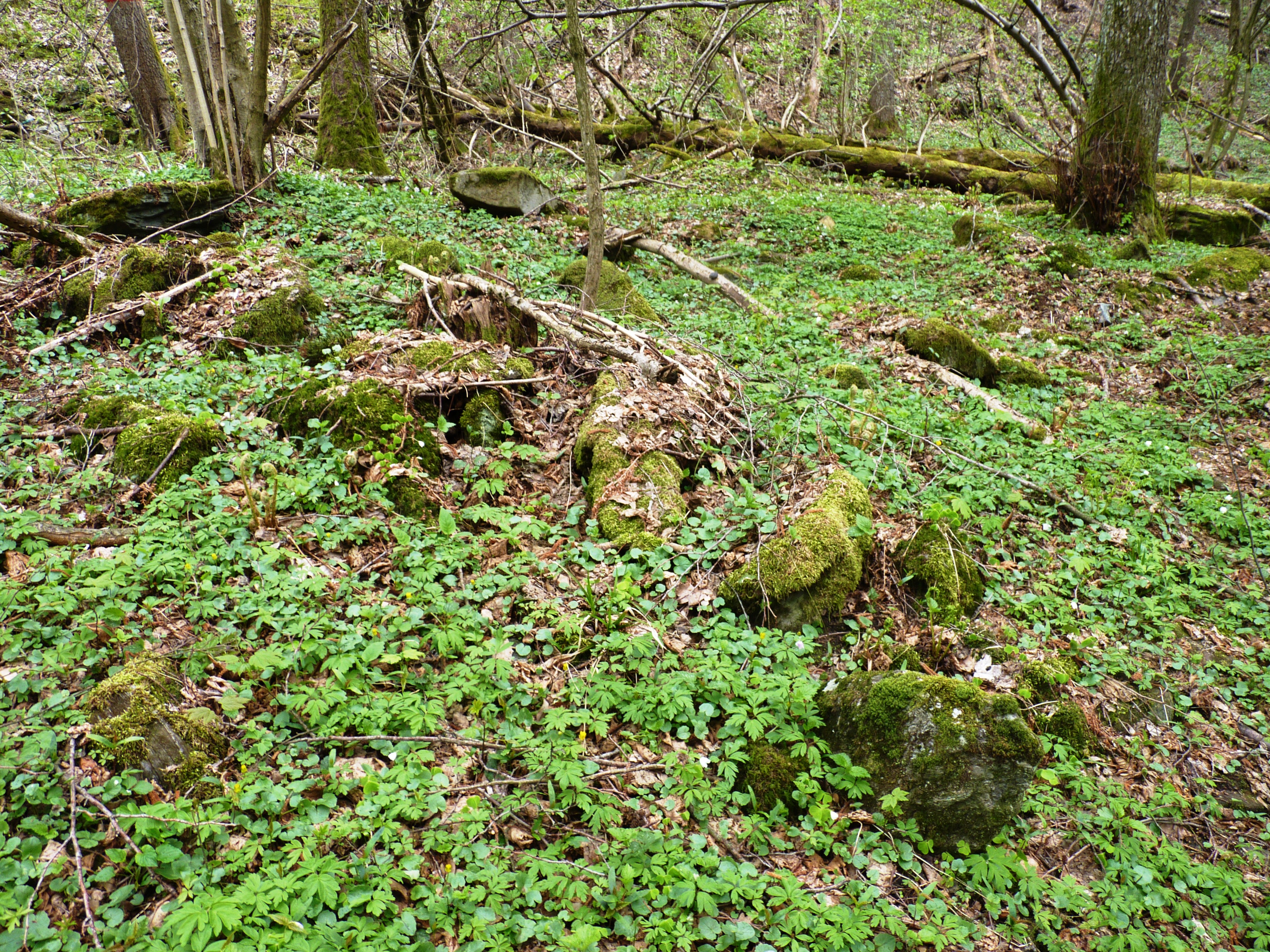
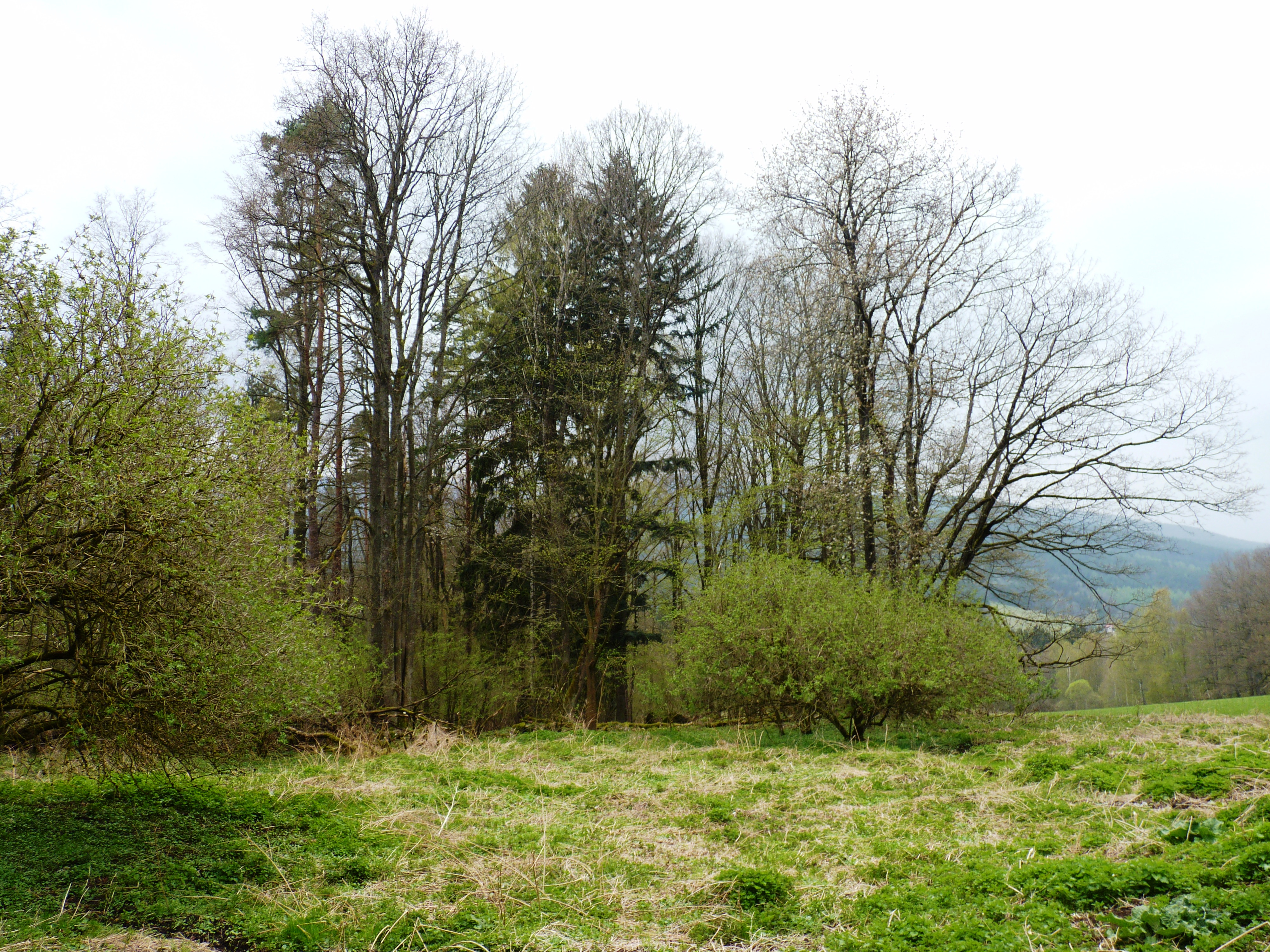
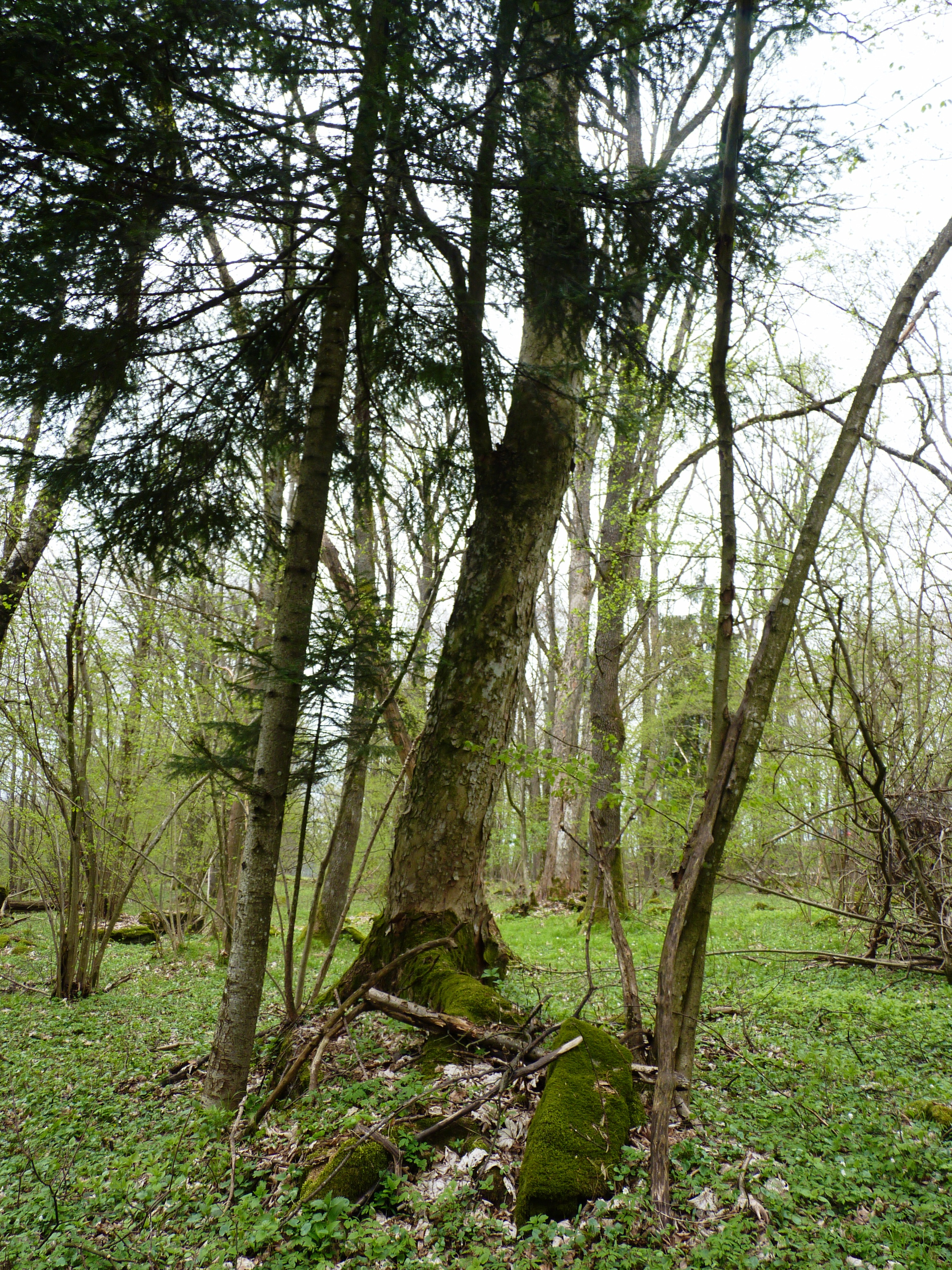